# Heinrich Thümler
Heinrich Gerhard Thümler (* 30. Dezember 1887 in Nordermoor; † 3. März 1969 in Stuhr) war ein deutscher Politiker (NSDAP).

## Leben und Wirken
Thümler war Kaufmann in Stuhr und trat 1930 der NSDAP bei. Er wurde 1931 Landtagsabgeordneter in Oldenburg und blieb es bis 1933 (5. und 6. Wahlperiode).
Thümler kandidierte auf dem Wahlvorschlag für die NSDAP auf Platznummer 660 bei der Wahl zum Deutschen Reichstag am 12. November 1933, zog aber nicht in den nationalsozialistischen Reichstag ein.